# إد أوت
إد أوت (بالإنجليزية: Ed Ott)‏ هو لاعب كرة قاعدة أمريكي، ولد في 11 يوليو 1951 في مونسي في الولايات المتحدة.

## روابط خارجية
- إد أوت على موقعبيزبول رفرنس.كوم (الدوري الرئيسي) (الإنجليزية)
- إد أوت على موقعبيزبول رفرنس.كوم (الدوري الثانوي) (الإنجليزية)